# 阿塔耶姆帕蒂
阿塔耶姆帕蒂（Attayampatti），是印度泰米尔纳德邦Salem县的一个城镇。总人口12867（2001年）。

## 人口
该地2001年总人口12867人，其中男性6657人，女性6210人；0—6岁人口1414人，其中男803人，女611人；识字率64.18%，其中男性为71.74%，女性为56.07%。